# Ярощук Степан Степанович
Степан Степанович Ярощук (23 квітня 1964, м. Луцьк, УРСР) — начальник ракетних військ та артилерії Південного військового округу Збройних сил РФ, один з безпосередніх організаторів бойового застосування ракетних військ і артилерії ЗС РФ у збройній агресії Росії проти України.

## Життєпис
Тбіліське вище артилерійське командне Червонопрапорне ордена Червоної зірки училище у 1985 р.
Начальник штабу ракетних військ та артилерії Далекосхідного військового округу ЗС РФ (м. Хабаровськ).
Учасник «чеченської» кампанії 2000 р.
Військове звання «генерал-майор» присвоєно указом президента РФ від 20.02.2013 № 151;
З початком військової агресії Росії проти України безпосередньо відповідає за бойове застосування ракетних військ та артилерії на тимчасово окупованих територіях Донбасу, а також за обстріли підрозділів Збройних Сил України, мирного населення та об'єктів інфраструктури з території Росії;
Для виконання злочинних наказів військово-політичного керівництва Росії регулярно незаконно перетинав російсько-український кордон.
Керував обстрілом Маріуполя.